# Линда Еванс
Линда Еванс (енгл. Linda Evans; рођена 18. новембра 1942. у Хартфорду, Конектикат) је америчка глумица, најпознатија по телевизијским улогама. Добитница је награде Златни глобус. Прву запаженију улогу имала је у америчкој телевизијској вестерн серији Велика долина, а највећу светску славу донела јој је улога Кристл Карингтон у тв серији Династија, коју је тумачила од 1981. до 1989. године.

## Каријера
Рођена је 1942. године у Хартфорду, главном граду савезне америчке државе Конектикат. Линдини родитељи су пореклом из Норвешке.
Први пут на телевизији се појавила 1960. године као гошћа у серији Bachelor Father у којој је главну улогу тумачио Џон Форсајт, њен будући колега из Династије. Од 1965. до 1969. године тумачила је лик Одри Баркли у популарној вестерн серији Велика долина (The Big Valley), заједно са Барбаром Стенвик, која је глумила њену мајку.
Удавала се два пута. Први пут за глумца и филмског продуцента Џона Дерека са којим је била у браку од 1968. до 1974. године, а други пут за Стена Хермана, са ким је била од 1976. до 1981. године.
Често је проглашавана за најлепшу жену Америке, а по захтеву тадашњег мужа Џона Дерека, 1971. године сликала се за Плејбој.
Када се 1980. године појавила на аудицији за серију Династија, шармирала је све чланове жирија и одмах добила улогу Кристл Карингтон коју је тумачила током читаве декаде. Та улога ју је учинила једном од највећих икона популарне културе осамдесетих. Она и Џоун Колинс, њена колегиница из серије, постале су једне од највећих икона популарне културе 1980-их. Сукоб њених ликова у Династији, попут вербалних окршаја који су често ескалирали у физичке обрачуне, донели су велику гледаност серији, а глумицама светску славу. Линда Еванс је за улогу Кристл Карингтон била номинована за награду Златни глобус пет пута заредом (од 1982. до 1986. године), али ју је освојила само једном и то 1982. године. Пет пута је освајала награду People's Choice, а 1983. године била је номинована за награду Еми у категорији за најбољу главну женску улогу у тв серији. Холивудска трговачка комора изразила јој је почаст тако што јој је дала звезду на Холивудској стази славних у знак доприноса за телевизијску индустрију забаве. У јеку популарности Династије промовисала је парфем Заувек Кристл (Forever Krystle), који је назван по улози коју је тумачила, а 1983. године написала је књигу о телесним вежбама за жене Linda Evans Beauty and Exercise. Упоредо са Династијом глумила је у шест епизода мини-серије Север и југ, екранизованој по роману Џона Џејкса. Након што је напустила серију Династија, Евансова се повукла из глуме. Имала је само неке повремене, мање запажене телевизијске улоге.
Током 1990-их забављала се са Јанијем, познатим грчким композитором и пијанистом. Године 1993. први пут се нашла иза камере као продуцент Јанијевог концерта на брду Акропољ у Атини, који је имао велики комерцијални успех. После раскида са Јанијем, 1998. године отворила је фитнес центар са називом њеног имена, а сада има и мањи ланац теретана широм САД. Живи у својој кући у граду Рејнеру, у америчкој савезној држави Вашингтон.